# さんかれあ
『さんかれあ』は、はっとりみつるの漫画作品。『別冊少年マガジン』（講談社）2010年1月号から2014年10月号まで連載された。単行本は全11巻。
2012年4月から6月までテレビアニメが放送された。同誌立ち上げの連載漫画の中では最初のアニメ化作品である。
また、本作は『ケンコー全裸系水泳部 ウミショー』に続く、はっとり作品の中では2つ目となるアニメ化作品である。
はっとりは東京マンガラボとのインタビューの中で、『ウミショー』の時と絵柄を大きく変えたため、読者から驚かれたことを振り返っている。

## あらすじ
K県足倉郡紫陽町に住んでいるゾンビっ娘大好き高校生・降谷千紘は、夜ごと怪しげな古文書を片手に、事故死した飼い猫・ばーぶの蘇生を試みていた。5月17日、蘇生秘薬を作っていた千紘は、川向こうのお嬢様高校に通う美少女、散華礼弥が父に対する恥ずかしい不満を古井戸にぶちまけるところを目撃してしまう。千紘の実験に興味を持った礼弥は、千紘と共に紫陽花の毒を使った秘薬を作成して実験に成功するが、2人とも失敗したと思い、翌日にばーぶの葬儀をすると約束した。礼弥は夜中に出歩いていたことが父親に発覚し、家に閉じ込められてしまう。悲嘆した礼弥は、密かに持ち出していた秘薬を「毒が含まれているから」と蘇生と逆の効果を期待し、服薬してしまう。
翌朝、結局死ねなかったと悲嘆にくれつつも、千紘との約束である「ばーぶの葬儀」に参加するために家を抜け出した礼弥は、その途中で遭遇した父の振るった鞭に打たれ、崖から転落死してしまう。その様子を目撃した千紘が駆け寄ると、砂ぼこりの中から礼弥はゾンビとなって起き上がる。こうして礼弥は千紘の家に居候し、彼にとって憧れのゾンビとの共同生活が始まった。

## 登場人物
登場人物の名前は、主にホラー映画のタイトルや監督、登場人物の名前等からとっている。

### 主要人物
散華 礼弥（さんか れあ）
声 - 内田真礼
本作の主人公兼メインヒロイン。散華家の一人娘。私立散華女子学園に通う高校1年生。前髪ぱっつんの姫カットの黒髪ストレートロング・紫色の瞳・白肌を持つ清楚で可憐な雰囲気と顔立ちの美少女。紫陽花の髪飾りが特徴的。死んだ飼い猫のばーぶを甦らせようとする千紘と偶然に出会ったことで興味を持ち、千紘が調合したゾンビ蘇生薬をこっそり飲んだ後に崖から転落死したことでゾンビとなり、降谷家に居候する。ただしそれまで通り学校に復帰したことなどから、生きている扱いを受けている。
ゾンビになってからは瞳の色が赤色に変化し、常人を上回る身体能力を得るようになる。生前に授業で習っていた裁縫の技術で死亡時についた身体の傷を修復し、一時的であるが理性と肉体の維持に効果のある紫陽花の葉を食べることで、ゾンビとしての生活を保っている。
性格は優しく謙虚。真面目で気取らず芯も強いが、どこか抜けている。名家の令嬢として周囲からの注目に応え、家庭では父親からは過度の束縛と、継母からは冷たい扱いを受け続けていたことから自分の境遇に深い鬱屈を抱いていたため、ゾンビになったことで自分の存在が解放されたと解釈し、ずっと夢見ていた普通の女の子らしい生活を楽しもうとする。ゾンビ後も清潔好きで出来れば自身の臓器も綺麗にしたいと思っていた。ダリンの誘いにより赴いたゾンビの研究所(Zoma)で精密検査を受けた際、脳組織の一部が未だに生命活動を続けていることが判明したが、直後にダリンの父・サルヴァに脳の手術を施されたことにより、それまでの千紘に関する記憶を失ってしまう。帰国後、しばらくはダリンの元で経過を観察していたが暴走し、鳥類を手当たり次第に貪りながら微かに記憶の断片に残された場所を徘徊した後で、私立散華女子学園の講堂にたどり着く。最終的に身体を張った千紘の心臓を食したことにより、それまでの記憶を取り戻し、それと同時に肉体組織の腐敗の進行も止まった。
本作開始の前の時期を描くOVA版0話において、旅先の東北において既に千紘と遭遇していたことが明かされる（この時露天風呂に入浴中であったため、お互い顔をはっきりと確認する事ができなかった）。
降谷 千紘（ふるや ちひろ）
声 - 木村良平、新谷良子（子供時代）
県立紫陽高校（男子校）に通う高校1年生。実家は寺。猫耳のようにはねたボサボサの髪型が特徴。熱心なゾンビマニアで、ゾンビの彼女と交際することを夢見るほどに一途だが、そうした趣向が一般的ではない事も自覚している。その一方で心霊方面はとても苦手。体力面に関しては妹よりも体力がなく、力仕事ではすぐに音を上げる有り様。交友関係はそれなりにあるが、なぜか携帯電話は持っていない。飼い猫のばーぶが事故死したことをきっかけに、半ば無理と諦めつつもゾンビを作り出す方法を研究し、秘伝の古文書を基にしてゾンビ蘇生薬を独自に調合する。
普段はやや軽めで淡白な方だが、自分が興味を持って追求する事には並外れてひたむきで情熱的になる。その分他人への察しはやや鈍いところがある。ゾンビとして蘇生した礼弥とばーぶを守るためには身体を張って危険を冒すことも厭わないが、次第にゾンビとしての本質を知るうちに生命のあり方と自分の願望との齟齬に困惑していく。その後も礼弥の体の維持に気を使ったりと何かと礼弥の体を心配している。
左王子 蘭子（さおうじ らんこ）
声 - 矢作紗友里
ヒロインの一人。千紘の従姉で幼馴染み。通称「わんこ」。私立散華女子学園に通う高校2年生ではあるが、千紘と誕生日は半年も離れていない。テニス部に所属し、実家は懐石料理店だが料理は苦手。活発で面倒見のよい性格で、よく降谷家を訪れては世話を焼くが、気丈な姉御気質ゆえに甘え下手でもある。千紘の心を察しつつ自分の想いも率直に示すが、幼馴染みゆえの慣れもあってそれ以上の関係には進展していない。千紘からゾンビDVDを借りるために降谷家に立ち寄った折、千紘の部屋でゾンビ化した礼弥に襲われ、千紘の秘密を知ってしまう。以降、ゾンビの危険性を知りつつも関わり続ける千紘への心配を募らせていく。
礼弥に対しては、恋のライバルとして認識している一方でその人柄も認めており、友人として彼女を応援したいとも思っているため、複雑な心境を抱えている。
来宮・ダリン・アーシェント（くるみや・ダリン・アーシェント）
声 - 楠見藍子（OVA第13話）
通称「ダリン」。茹五郎に会いに南の島からやってきた金髪碧眼の少女。14歳。父親はかつて茹五郎と共にゾンビを研究していた科学者で、自分も6歳の頃から研究を手伝い続けてきたことからゾンビに対しての知識は豊富で、物腰もかなり大人びている。ゾンビに対する執着は非常に強く、研究の一環として自身の体内に微量のゾンビの毒を入れており、その効果で人並み外れた身体能力を持っている。その反面ゾンビ研究以外の事への興味が薄く、クールで合理主義な性格も相俟って私生活や価値観はかなり殺伐としている。南国滞在の頃から普段着に愛用しているパレオも「着るのも脱ぐのも楽だから」という理由による。
礼弥がゾンビとしては変則的な傾向を有する希少個体であることを知って研究意欲をかきたてられ、その謎を解明するために降谷家に強引にホームステイする。

### 降谷家
降谷 萌路（ふるや めろ）
声 - 井口裕香
千紘の妹。12歳。紫陽町第七中学校に通う中学1年生。落ち着いた雰囲気で、大人びた古風な口調が特徴。千紘を「にー」と呼んでいる。しっかりした几帳面な性格で、降谷家の家事全般を取り仕切っている。兄の趣向には距離を置いているが、般若心経を愛読しており、普段着に白装束を着ている。あまり表には出さないが、雑誌『ムォー』を読むなど兄とはやや異なる趣向でオカルト好きらしい節がある。礼弥に母親（柚菜）の面影を抱いている描写があり、礼弥のことを「ママ」と呼んだことがある。
アニメ版の次回予告では、語尾に「みんな見るめろ！」と言う萌えキャラを演じさせられているが、ほぼ毎回プロデューサーと揉めている。
降谷 茹五郎（ふるや じょごろう）
声 - 斎藤志郎
千紘の祖父。妻のキヨは5年前に他界している。ダリンによると、かつては海外でゾンビを研究する科学者で、独自に「蘇世丸」の調合も行っていたが、日本に帰国してからは研究を全て放棄し、隠居生活を送っている。ダリンからは、茹五郎の「茹」から「ボイル教授」と呼ばれている。
ダリンによると「ゾンビの毒素を致死量の何十倍も受けてきたせいで眼や脳の一部にダメージがある」との事で、時折若干ぼけている言動をすることがあり、礼弥を貞（さだ）と呼んでいた。
実はゾンビ研究で得られた知識により100年以上の時を生き続けており(本人曰く、自分の身体は蘇者のそれと同じ、また彼自身も定期的に紫陽花の葉を摂取している）、貞（さだ）というのも最初の妻の名であった。
当初は東北地方の小さな村で、独学で得られた知識を用いて薬を作り、ほぼ見返りを求めずに村人たちに与えていた。
村で疫病が流行った際、村人たちを救うための薬を手に入れるため、制止する妻を振り切り村を出て東京に向かうが、再び村へと戻った時に貞も含め全員が死に絶えると言う悲劇に見舞われる。悲観にくれた彼は村人の骸を洞窟に集め「死者を甦らせる薬」を生み出そうと何日も薬を作り続けては遺体に飲ませると言う事を繰り返していた。そしてついに蘇生薬を完成させ妻が蘇るところを目撃することになったが、その直後貞に噛まれ意識を失う。来訪者に発見された彼はその後二人目の妻である「お時」を娶るも、蘇生薬の研究を続けていた。キヨは三人目の妻に当たる。
尚、お時が伝え聞いた所によると、元々は大男だったが、貞を蘇らせるために飲まず食わず蘇生薬の研究をしている間に小さくなったとのこと。また、村の女子に逆夜這いを駆けられるほど人気があった（曰く、下は10歳上は60歳位まで）とのこと。
最終話の一年前に死去した。
降谷 呶恩（ふるや どおん）
声 - 荻野晴朗
千紘と萌路の父親で紫両寺住職。44歳。「紫両寺はその昔駆け込み寺だった」との理由から礼弥やダリンの居候を許すなど、大らかな性格。茹五郎がゾンビ研究に携わっていた過去については全く知らされていない一方で、千紘と萌路の母である柚菜の秘密については知っているかのような描写がある。
降谷 柚菜（ふるや ゆずな）
声 - 日野由利加
千紘と萌路の母親。物語開始時点で既に故人。両手の指先から両腕まで痛々しく包帯を巻いている。髪型は長いストレートの黒髪で、容姿や雰囲気が礼弥に似ており、萌路は礼弥に触れられた際に母の面影を見出していた。
千紘と萌路が幼いころ、当時は東北に住んでいた茹五郎の元を車で尋ねる際に事故に合い致命的な怪我を負った。千紘たちとは遊園地に行く約束をしており、それを果たそうとするため茹五郎に頼み事をすることになる。
ばーぶ
声 - 福圓美里
千紘が拾ってきた雄猫。鼻づまり気味の濁った鳴き声が名前の由来。降谷家の一員だったが車に撥ねられ、1歳5か月で事故死してしまった。特別読み切りでは一人称が「吾輩」になっている。千紘がある古い書物に書かれた“秘術”を試したことで蘇生するが、すぐに目覚めなかったため、失敗したとしても毒薬になると思った礼弥がその薬を服薬してしまう結果となった。ゾンビになってからは瞳の色が赤色（後にオッドアイ）に変化し、礼弥と同じく紫陽花の葉を主食にする。詳しい事情を知らない萌路達からは「ばーぶによく似ている猫」と思われている。
OVA第13話では語り手を務める。偶然知り合った雌猫と相思相愛になるが、理性を失い襲いかけようとした自分に彼女の身を考え寝ている隙に彼女の元を去った。
18（トワ）
ダリンが飼っているゾンビフクロウ。南国にいたダリンの趣味が反映され、頭にハイビスカスの花が挿してある。肉体の一部を機械化していることでゾンビとしての本能を抑制し、ダリンの命令を忠実に聞くように躾けられている。さらに爪には、筋弛緩剤を改良したZSD（対ゾンビ抑止薬）が仕込まれており、ゾンビが暴れた場合などに対処する番鳥としての役目も持っている。アニメではOVA第13話に初登場した。

### 散華家
地元では由緒ある名家として知られる富豪。紫陽花を家紋とし、多方面に絶大な影響力を持つ。散華女子学園は大正時代に礼弥の曾祖父が設立した名門校。家人に仕える使用人は家の警護や情報収集、特殊工作活動なども業務として行うため、高い知力と体力が求められる。このため、散華家ではメイドが当主の嫁候補としての暗黙の了解をもって雇われていた（現当主の団一郎には嫡男がいないため、純然たるメイドとなっている）。
散華 団一郎（さんか だんいちろう）
声 - 石塚運昇、加瀬康之（若い頃）
礼弥の父親で散華家当主。48歳。動物嫌いの潔癖性で、礼弥に触れるとき以外は白い手袋をつけている（アニメ版では黒革の手袋）。一人娘の礼弥を度を超えて溺愛し、娘に近しい者のみならず動物の類まであらゆる手段を用いて遠ざけたり、 毎年、娘の誕生日に「成長記録」と称してヌード写真を撮影するなどしていたが、自分はこれが娘への愛情と信じて疑っておらず、行き過ぎた束縛に苦しみ続けてきた礼弥の心を察しようとしなかったため、死に追いやる結果となった。
若い頃から眉目秀麗でフェンシングをたしなんでおり、ある試合が縁で礼弥の実母と知り合い、彼女に惹かれて電撃的に結婚する。彼女との結婚の為なら散華家当主の座も省みないほど、彼女の事を溺愛しており、彼女の死後、忘れ形見である礼弥に面影を求めるようになり、異常性を増していく結果になる（アニメ版においては、近親相姦すら目論んでいるのを匂わすような発言をしている）。
礼弥を預かる千紘とフェンシングで決闘し、刺殺しようとしたところを礼弥に止められて和解する。以後は独自に海外の研究機関などを訪問し、礼弥を救う方法を模索している。
散華 亜里亜（さんか ありあ）
声 - 浅野まゆみ
礼弥の継母で、団一郎の後妻。散華女子学園理事長。左目付近に泣きボクロがある。
元は団一郎の青年時代から散華家に仕えるメイドで、メイドの頃は長いストレートのポニーテールの髪型をしていた。メイドとして仕えていた当初は野心的に団一郎に近づいたものの、次第に彼からの愛情を欲するようになり、礼弥の実母の死後、廃人同様になった団一郎を献身的に介護して立ち直らせ、後妻として迎えられた。勝ち得た妻の座ではあったが、結局一度も夫婦関係を求められる事も無く、礼弥の母親としてだけの存在に留められた。団一郎に構って貰えない寂しさから、始終昼間から酒を飲んでおり、ホストクラブに通って憂さを晴らすこともある。
他のメイド同様に選び抜かれた良家の出身で、そうではない礼弥の実母を快く思っていないため、礼弥との関係も親子円満とはほど遠く、憎しみをぶつける事もある。礼弥自身は亜里亜の実子では無い事を知らされていない故、何故自分が母に虐げられているのか理解出来ないでいる。実は猫好き（ゾンビ化した猫は例外）。
謎の少女
声 - 山岡ゆり
OVA第14話に登場。背中に透明な羽のようなものを付けた12,3歳くらいの少女。お堂で倒れていた所を萌路が発見し降谷家に住むことになる。一見無口で大人しく振舞っているが、礼弥にのみ明確な悪意を向け嫌がらせをする。実は亜里亜の見ていた夢らしいのだが、なぜか礼弥や千紘も同じ時期に同じ夢を見ていた。それ以来、亜里亜の性格は多少まるくなった。亜里亜と同じく泣きボクロがある。

礼弥の実母
物語開始時点では既に故人。名前は不明。普段は車椅子の生活を送っている。礼弥と瓜二つな容姿の黒髪のおかっぱ頭の美少女。百合の髪飾りが特徴的。散華家で行われたフェンシング大会にて団一郎に一目惚れされ、当時15歳で結婚した。元々虚弱体質で、礼弥を出産後まもなく死去した。
団一郎が礼弥を溺愛するのも、礼弥に彼女の面影を求めてのことであった。
散華家の執事
声 - 金光宣明
名前は不明。団一郎に使える年配の執事。
団一郎に対しての忠誠心は厚い分、非情な性格でもあり、どんな理不尽な命令も悉く遂行する団一郎の参謀的な存在。
アニメ版では、団一郎の秘密を亜里亜に教える事で彼女に団一郎に対する愛情を求めることを諦めさせ、夫婦関係をさらに悪化へと至らせた張本人と判明する。
散華家のメイドたち
五月
声 - 桑島法子
勤続10年のメイド。メイド長。髪型はストレートのロングヘア。メイドとして最も長く散華家に仕えている分、少し下世話なところもある。多少医療の心得があり、団一郎との戦いで重症を負った千紘を緊急処置として手当てをした。夏川と同じく礼弥に対してコスプレをさせる願望を持っている。
夏川
声 - 藤田咲
勤続7年のメイド。メイド副長。髪型はセミロングで、眼鏡をかけている。
五月とは気が合うようで、共にかわいいもの好きな趣味がある。礼弥に対してはややミーハー的な敬意を内心に抱いており、コスプレをさせる願望を持っている。五月と同じく多少医療の心得がある。
秋野
声 - 加藤英美里
勤続3年のメイド。髪型はおかっぱ頭。
メイドとしての仕事は板についており、常識外れなことも笑顔で恭しくこなす余裕がある。
氷室
声 - 太田敦子
勤続1年半のメイド。ポニーテールの髪型。
勤めが短い分、動揺することも多い。単行本5巻では単独で総扉絵を飾った。
元メイド
声 - 西口杏里沙
アニメ版オリジナルのキャラクターで、名前は不明。髪型はおかっぱ頭にショートのツインテール。幼いころの礼弥が特に懐いていた人物で、当時のメイドの中でも礼弥を可愛いがっていた。しかし礼弥がかなり懐いていた事が災いし団一郎の命令により暇を出されてしまった。その後、数人のメイド達や礼弥が可愛がっていた愛猫も居なくなり、メイドは上記の五月ら四名のみとなった。
亜里亜の先輩
声 - 中野輝美
アニメ版オリジナルのキャラクターで、名前は不明。髪型は茶髪のロングヘア。亜里亜がメイドだった頃の先輩で、団一郎の嫁候補の一人。亜里亜とはライバル関係にあり敵視されていた。性格は同期のメイド達とは対照的に気が強く、プライドが高い。彼女もまた同期のメイド達と共に散華家を去った一人。
散華家のSPたち
眼鏡の男
声 - 高木達也
氏名は不明。団一郎に仕えるSPのリーダー。団一郎の命令により千紘と礼弥の行動を監視すると共に、礼弥を連れ去る機会を窺っていた。作戦決行時、礼弥の身体能力により已む無く作戦変更となり、その場にいた千紘を連れ去った。白ネクタイに白色の皮手袋を付けている。なお、礼弥は襲われるまでSP達の存在を知らなかった。
キャップの男
声 - 高橋英則
SPの一人。ターゲットの背後に周り捕らえるのが得意。会話で油断してた千紘を背後からいち早く捕らえた。茶色の皮手袋を付けている。
小太りの男
声 - 西山宏太朗
SPの一人。ボクサーなみに身体能力が強い。先制攻撃としてターゲットに近づき打撃を与えるため、先頭に立つ事が多い。同じく茶色の皮手袋を付けている。

### 左王子家
左王子 安基（さおうじ やすき）
蘭子の父親。呶恩の兄。無口。
左王子 薫（さおうじ かおる）
声 - 斎藤恵理
蘭子の母親。呶恩の兄の嫁にあたる。甥である千紘のことを気に入っており、蘭子との将来の仲を期待している。

### 友人・関係者
安田（やすだ）
声 - 岩瀬周平
千紘の同級生。愛称「ヤスタカ」。千紘から言われてみれば「美少女オタクのヘンタイ野郎」で、散華女子学園の女の子に憧れており、散華女子学園に近いからという理由で現在の高校に通うことにしたほど。礼弥や蘭子と親しくしている千紘に嫉妬心を抱いている。正確には「キモイ」という言葉に尽きるほどいかれた一面も持つ。ゾンビ化した礼弥に触れたことがあるが、彼女のことは「ひどい冷え性」としか思っていない。
茂木（もぎ）
声 - 林沙織
千紘の同級生。眼鏡をかけている。控えめな性格で敬語で話すことが多い。よく千紘のことを気にかけている。千紘とは逆にゾンビが苦手。
志野 方恋（しの へれん）
声 - 三上枝織
散華女子学園に通う高校1年生。テニス部所属。礼弥のクラスメイトで蘭子の友人。礼弥の熱狂的なファンで、よく礼弥のことを気にかけている。話し方は関西訛り。
仲代 珠里（なかだい じゅり）
声 - 持月玲依
アニメ版オリジナルのキャラクターで、中学時代に初めて出来た礼弥の元友人。礼弥が父親の団一郎の秘密を打ち明けた事で、礼弥にアドバイスを持ちかけるが、その事を察した団一郎の企みにより仲代家は家庭崩壊に追い込まれ、引越しを余儀なくされる。事の原因が礼弥にあると思い込んでなじり、誤解は解けぬまま別れた。
忍田 一恵（しのだ かずえ）
声 - 又吉愛
萌路のクラスメイトで友人。活発でボーイッシュな性格。威勢はよいが思い込みが激しく、陰謀論などを信じやすい。千紘に匹敵するほどのゾンビマニアで、一恵曰く「ゾンビスクープハンター」を自称して日夜情報雑誌を漁り、ゾンビスクープを追い求めている。身長143cmと小柄な体型。
八坂 御子（やさか みこ）
声 - 倉口桃
萌路のクラスメイトで友人。おとなしくおっとりとした性格。嗅覚に優れる。身長は146cm。
山之内 瑞貴（やまのうち みずき）
声 - 水杜明寿香
紫陽町第七中学校の講師。担当科目は美術。肉食系のワニをペットとして飼っている。バッグにワニを隠し、学校に内緒で連れて来た。ワニの餌である生肉を興味本位で自分も食べ（後に消化不良を起こす）てみるが、一恵に目撃され萌路達にゾンビだと疑われた。
来宮・サルヴァ・アーシェント（くるみや・サルヴァ・アーシェント）
ダリンの父親。サングラスをかけ、髪を一つに結んでいる。中性的な顔付きで、礼弥達は最初は母親と勘違いしていた。
ロザリエ
サルヴァの研究所のゾンビの一人（サルヴァ曰く、「研究所で一番完璧な作品」）。小柄でショートボブの少女。千紘の髪の猫耳部分を気に入ってかじることが好き。
寒川 鐳三（さむかわ かめぞう）
声 - 関輝雄
OVA第0話に登場。東北にある降谷家の母方の親戚。郷土資料館に書物を寄贈するために千紘達を呼ぶ。
馬場 毯男（ばば だんお）
声 - 橋詰知久
OVA第0話に登場。寒川の書物寄贈先の郷土資料館の関係者。千紘が見つけた古文書を偽書だと断定する。
松木田（まつきだ）、小野沢（おのざわ）、日下部（くさかべ）
声 - 三澤紗千香、能登有沙、門脇薫
OVA第13話に登場。散華女子学園に通う礼弥の友人。声のみ登場で映像には出ない。
お時
茹五郎の二人目の妻であり、疫病により村を失った茹五郎と共に蘇生薬の研究を行っていたが、ある日材料の毒キノコを興味本位で食したことで死んでしまい、その後蘇生丸により蘇生させられる。作中において理性を保っているゾンビとしては初めての存在でもある。しばらくの間茹五郎とともに自分自身の観察を続けていたが、やがて湧きあがるゾンビとしての本能にいち早く気づき茹五郎に伝えた。また蘇生後に迂闊に外を出歩いてしまったため、国内外の研究機関にゾンビの存在を認知される原因となってしまう。
実検の一環として茹五郎により古谷家が毎年訪れていたキャンプ場の付近にある風穴で氷漬けにされ眠らされることとなったが、茹五郎のメッセージを受け取った千紘達により解凍され、茹五郎が蘇生薬を作り始めた経緯や柚菜の秘密について明かす。全てを話し終えた後、茹五郎と共に旅立つことを望みながら静かに朽ち果てていった。

## 作品世界のゾンビ
- 一般的な特徴として、死後に蘇生処置が施された場合にのみゾンビとして蘇生することができる。ゾンビに噛まれたりなどの外傷が原因でゾンビ化するケースは確認されていない。蘇生処置の程度には個体差があり、特に脳機能の蘇生は困難とされる。殆どの場合においては知能や理性などは生前に比べ劣化するが、礼弥の場合は蘇生に至る経緯が特異だったことから生前とほぼ変わらぬ精神を維持しており、前述したお時の存在が千紘たちに確認される前までは前例の無い個体でもあった。
- 蘇生後の肉体には特有の毒素が含まれており、痛覚などを無くし肉体の運動能力を常人以上に引き出す効果がある。普通の人間も微量ならば一時的に同じ効果を得ることができるが、脳や知覚器官を侵す神経毒でもあるために度を越せば後遺症が残り、致死量に至れば死亡する。紫陽花の葉の毒素を定期的に摂取することで死後硬直や腐敗、自我の崩壊をある程度抑制することができるが消化はできないため、ある程度食べたら吐き出すようになっている。
- ゾンビ化した個体の特徴として、外見においては瞳の色が赤くなる。通常の生命活動はほぼ停止した状態であり、睡眠・食事・排泄などは一切行わなくなる。細胞の代謝もなくなるため、肉体の損傷や腐敗なども回復しない。
- ある程度の個体差はあるが、ゾンビはその種を問わず、死後すぐの「新鮮期」から一定期間経過に伴う肉体の腐敗により、「混濁期」と呼ばれる時期を迎える。脳の組織腐敗による機能不全により自我や理性はほぼ失われ、捕食衝動に支配された状態になる。凶暴化して他の生物を襲って食べる行動を繰り返すようになるが、特に生前から愛着を持つ対象にはより顕著になる。これを止める手段は機械化や肉体の火葬など、行動・生体機能の制限以外に確認されていない。
- 人間社会ではゾンビの存在はごく一部の科学者の間で認識されており、一般には非公開。専門の研究体系として特殊医療人類学（Zonbie Medical Anthropology：略称・ZoMA）があり、かつては茹五郎がこの研究所に所属していた他、ダリンの父親とダリンも同じ研究員として活動している（ただし、日本には研究機関は無い）。

## 書籍情報
- はっとりみつる『さんかれあ』 講談社〈講談社コミックス〉、全11巻

1. 第1巻 2010年07月16日発売 ISBN 978-4-06-384341-5
2. 第2巻 2010年12月09日発売 ISBN 978-4-06-384412-2
3. 第3巻 2011年03月09日発売 ISBN 978-4-06-384453-5
4. 第4巻 2011年08月09日発売 ISBN 978-4-06-384529-7
5. 第5巻 2012年02月09日発売 ISBN 978-4-06-384623-2 / CD付第5巻限定版 ISBN 978-4-06-358382-3
6. 第6巻 2012年06月08日発売 ISBN 978-4-06-384682-9 / DVD付第6巻限定版 ISBN 978-4-06-358389-2
7. 第7巻 2012年11月09日発売 ISBN 978-4-06-384762-8 / DVD付第7巻限定版 ISBN 978-4-06-358390-8
8. 第8巻 2013年06月07日発売 ISBN 978-4-06-384873-1 / 第8巻限定版 ISBN 978-4-06-362253-9
9. 第9巻 2014年01月09日発売 ISBN 978-4-06-394977-3
10. 第10巻 2014年06月09日発売 ISBN 978-4-06-395062-5
11. 第11巻 2014年11月07日発売 ISBN 978-4-06-395231-5

また台湾においては東立出版社より『殭屍哪有那麼萌?』のタイトルで単行本が発刊されている。

## テレビアニメ
2011年9月6日に『別冊少年マガジン』の公式ブログにてテレビアニメ化が発表。2012年4月から6月にかけてTBSほかにて放送された。全12話。
テレビアニメ放送に先駆け、単行本5巻の限定版にドラマCDが付属。また、単行本6・7巻の限定版に未放映エピソードを収録したDVDが付属。

### スタッフ
- 原作 - はっとりみつる
- 監督 - 畠山守
- シリーズ構成 - 高木登
- キャラクターデザイン - 坂井久太
- プロップデザイン - 小坂知
- 総作画監督 - 坂井久太、日向正樹
- プロップ作画監督 - 岡戸智凱
- 美術監督 - 栫ヒロツグ
- 色彩設計 - わたなべひろし
- 撮影監督 - 近藤慎与
- 編集 - 松原理恵
- 音響監督 - 中川達仁
- キャスティング協力 - 塩田和夫
- 音楽 - 橋本由香利
- プロデューサー - 山口泰広、高取昌史、立石謙介、櫻井優香、浦城義明、浦崎宣光
- アニメーション制作 - スタジオディーン
- 製作協力 - ポニーキャニオン、講談社、ランティス、BS-TBS、スタジオディーン
- 製作 - さんかれあ製作委員会、TBS

### 主題歌
「絵空事」
nano.RIPEによるオープニングテーマ。作詞・作曲はきみコ、編曲はnano.RIPE。
「Above your hand」
Annabelによるエンディングテーマ。作詞はAnnabel、作曲・編曲はmyu。

### 各話リスト
| 話数 | サブタイトル                                           | 脚本     | 絵コンテ   | 演出         | 作画監督                                     | 初放送日       |
| ---- | ------------------------------------------------------ | -------- | ---------- | ------------ | -------------------------------------------- | -------------- |
| 0    | 運命って…ヤツは… A Tiny wind                           | 高木登   | 名村英敏   | 竹下健一     | 桜井正明 中島美子 中本尚                     | -              |
| 1    | 私が…ゾンビに…なったら Wellful of Wails                | 高木登   | 畠山守     | 畠山守       | 胡陽樹                                       | 2012年 4月5日  |
| 2    | 成功…してた Being Sanka Rea                            | 高木登   | 畠山守     | 西村博昭     | 氏家嘉宏 平川亜喜雄                          | 4月12日        |
| 3    | さんか…れあ A Zombie is Born                           | 高木登   | 畠山守     | 久保太郎     | 瀧原美樹 金順淵                              | 4月19日        |
| 4    | 普通の…女の子… She'll Sleep When She's Dead            | 杉原研二 | 小滝礼     | 吉田俊司     | 平川亜喜雄 胡陽樹                            | 4月26日        |
| 5    | ゾンビって…コトは… Upstairs Grave                      | 武田浩介 | 山崎みつえ | 松本マサユキ | Hue Hye Jung                                 | 5月3日         |
| 6    | あなたに…出会えたから 2 Days Later                     | 高木登   | 畠山守     | 西村博昭     | 氏家嘉宏                                     | 5月10日        |
| 7    | おさな…なじみ… Run Ranko Run                           | 杉原研二 | 小坂知     | 高山秀樹     | 高澤美佳 金順淵                              | 5月17日        |
| 8    | 偽りの…自由… Taken Away                                | 武田浩介 | 山崎みつえ | 吉田俊司     | 平川亜喜雄 門智昭                            | 5月24日        |
| 9    | 母の…手… Is the Truth Out There?                       | 武田浩介 | 西村博昭   | 西村博昭     | 氏家嘉宏 小坂知                              | 5月31日        |
| 10   | 強い…思い… All About Her Stepmother                    | 杉原研二 | 大山清和   | 松本マサユキ | Hue Hye Jung Han Jeong I Kim Kang Won        | 6月7日         |
| 11   | 特別…なんかじゃ…ない Goodbye Father                    | 杉原研二 | 名村英敏   | 久保太郎     | 平川亜喜雄 稲田真樹 室山祥子 山田太郎        | 6月21日        |
| 12   | あの瞬間…俺は… The Meaning of Bite                     | 高木登   | 畠山守     | 吉田俊司     | 瀧原美樹 平川亜喜雄 稲田真樹 氏家嘉宏        | 6月28日        |
| 13   | 吾輩も…ゾンビである… Cat on a Cool Tin Roof            | 武田浩介 | 名村英敏   | 畠山守       | 氏家嘉宏 牧内ももこ 平川亜喜雄 池下博紀      | 2015年 6月12日 |
| 14   | 身はゾンビに…心は… The Girl with the Thorn in Her Side | 高木登   | 畠山守     | 赤城博昭     | 桜井正明 中島美子 清水勝祐 大木賢一 室山祥子 | -              |

### 放送局
| 放送期間                | 放送時間                     | 放送局       | 対象地域   | 備考     |
| ----------------------- | ---------------------------- | ------------ | ---------- | -------- |
| 2012年4月6日 - 6月29日  | 金曜 1:55 - 2:25（木曜深夜） | TBSテレビ    | 関東広域圏 | 製作参加 |
| 2012年4月10日 - 7月3日  | 火曜 2:50 - 3:20（月曜深夜） | 毎日放送     | 近畿広域圏 |          |
| 2012年4月20日 - 7月13日 | 金曜 2:30 - 3:00（木曜深夜） | 中部日本放送 | 中京広域圏 |          |
| 2012年5月6日 - 7月22日  | 日曜 1:30 - 2:00（土曜深夜） | BS-TBS       | 日本全域   | 製作協力 |

### イベント
さんかれあLIVE!〜礼弥と蘭子と時々nano.RIPE&Annabel〜!!
2012年6月28日に最終回直前スペシャルとして、恵比寿 LIVE GATEで内田真礼、矢作紗友里、nano.RIPE、Annabelによる各2組ずつのライブ、および内田と矢作によるトークショーが行われた。

### アバターガチャ
テレビアニメの放送に伴ってMobageにアバター衣装用のコインガチャが登場した。期間限定。

### Blu-ray Disc / DVD
2012年6月29日から11月30日にかけて発売された。全巻の封入特典としてはっとりみつるによる礼弥の成長記録写真が、2巻以降には坂井久太の描き下ろしによる礼弥の着せ替えスタンディーがそれぞれ封入されている。テレビ放送版では修正されていた内臓等の描写がそのまま収録されている。
2014年9月17日に後述のOAD2話が追加されたBlu-ray BOXが発売された。
| 巻数 | 発売日         | 収録話          | 規格品番   | 規格品番   | 初回特典                                            | コメンタリーゲスト                                                 | コメンタリーゲスト  |
| 巻数 | 発売日         | 収録話          | BD         | DVD        | 初回特典                                            | コメンタリーゲスト                                                 | コメンタリーゲスト  |
| ---- | -------------- | --------------- | ---------- | ---------- | --------------------------------------------------- | ------------------------------------------------------------------ | ------------------- |
| 1    | 2012年6月29日  | 第1話 - 第2話   | PCXE-50181 | PCBE-54081 | 成長記録写真保存用 特製アルバム                     | 木村良平                                                           | 内田真礼 矢作紗友里 |
| 2    | 2012年7月27日  | 第3話 - 第4話   | PCXE-50182 | PCBE-54082 | 礼弥着せ替えスタンディー（生前Ver）、着せ替えシール | 井口裕香                                                           | 内田真礼 矢作紗友里 |
| 3    | 2012年8月31日  | 第5話 - 第6話   | PCXE-50183 | PCBE-54083 | 礼弥着せ替えスタンディー用着せ替えシール2種         | 福圓美里                                                           | 内田真礼 矢作紗友里 |
| 4    | 2012年9月19日  | 第7話 - 第8話   | PCXE-50184 | PCBE-54084 | 礼弥着せ替えスタンディー（ゾンビ）、着せ替えシール  | 井口裕香                                                           | 内田真礼 矢作紗友里 |
| 5    | 2012年10月26日 | 第9話 - 第10話  | PCXE-50185 | PCBE-54085 | 礼弥着せ替えスタンディー用着せ替えシール2種         | はっとりみつる                                                     | 内田真礼 矢作紗友里 |
| 6    | 2012年11月30日 | 第11話 - 第13話 | PCXE-50186 | PCBE-54086 | スペシャルディスク                                  | 畠山守（全話） 井口裕香（第11話・第12話） はっとりみつる（第13話） | 内田真礼 矢作紗友里 |
| BOX  | 2014年9月17日  | 全13話 + OAD2話 | PCXE-60086 | -          |                                                     |                                                                    |                     |

## OAD
単行本6・7巻特別装版に収録したオリジナルアニメDVD、原作者原案プロットの原作未登場シーンも描かれた未放送エピソード。
2012年6月8日発売の第6巻収録の第0話#0「運命って…やつは…」は、礼弥と出会う前のエピソードで、古文書を手に入れた経緯とれあと知らずに接触していた事が描かれる。映像面にいたっては、礼弥の過激な描写が一部盛り込まれている。2012年11月9日発売の第7巻収録の第14話#14「身はゾンビに…心は…」は、礼弥に悪意を向ける不思議な少女に出会うエピソード。

## Webラジオ
Webラジオ『さんかれあラジオはじめました』として、テレビアニメ公式サイト内で2012年3月30日から配信開始されている。パーソナリティは内田真礼（散華礼弥役）、井口裕香（降谷萌路役）。全17回。
コーナー
ふつおた
普通のおたよりを募集し、紹介する。
れあぺでぃあ
登場するキャラクターの「妄想情報」、「うそ情報」などをウィキペディアの様に募集し、紹介する。

## モバイル
NECビッグローブのスマートフォン向けアプリのカードコレクションゲーム『嫁コレ』に参加している。

## 小説
- 涼風涼「さんかれあ　おーる・ないとれあ・ろんぐ」、2013年7月2日発売、ISBN 978-4-06-375286-1